# Monte Santo
Monte Santo este un oraș în statul Bahia (BA) din Brazilia.